# Rünenberg
Rünenberg é uma comuna da Suíça, situada no distrito de Sissach, no cantão de Basileia-Campo. Tem 4,98 km² de área e sua população em 2018 foi estimada em 758 habitantes.